# Welcome Air
Welcome Air Luftfahrt GmbH & Co KG, più semplicemente nota come Welcome Air, era una compagnia aerea charter di calibro regionale con sede a Innsbruck, in Austria.
Fu fondata nel 1995 e inizialmente si dedicò solo all'aero-taxi e voli per privati. I servizi regolari di linea iniziarono il 22 maggio 2000. Questi cessarono alcuni anni dopo e le rimanenti attività, ridotte ormai al solo lavoro aereo, terminarono il 26 dicembre 2017.

## Flotta
La flotta Welcome Air fu costituita da alcuni tipi di velivoli, tra cui:
- 1 Dornier 328JET
- 2 Dornier 328
- 2 Cessna Citation V